# 黒門 (人物)
黒門（こくもん、本名：高根節生（たかね せつお）、1958年12月 - ）は、東洋占術研究家
著書に『改訂版間取りとインテリアで幸せを呼び込む 風水・家相 (仮) 』（池田書店、2021）など。おもに風水や家相を取り入れた占いをおこなう。

## 略歴
小学生時代に格闘技を嗜み、空手入門書の巻末に初代・銭天牛の『占い教室』をみつけ手に入れる。本家が寺だったため、江戸時代の占い書を読んでいた。
当時テレビで『妖術武芸帳』が流行し、関連書籍に出てくる「八門遁甲」という言葉に惹かれて、奇門遁甲に興味を抱。
中学生時代に『奇門遁甲入門』を手に入れる。以後、20代半ばまでに国内の奇門遁甲の本をすべて読んでしまい、中国（台湾）の書籍に手を伸ばす。
1997年に、自らのホームページを立ち上げ、インターネットを通じて中国や韓国の奇門遁甲研究者とつながる。
2001年に渡韓し弟子入り。2002年には中国に出向いて弟子入りを果たす。
その後、自分の資質に気づき開業する。